# Église Saint-Pantaléon de Saint-Pantaléon-de-Larche
L'église Saint-Pantaléon de Saint-Pantaléon-de-Larche est un édifice religieux situé à Saint-Pantaléon-de-Larche, en France.

## Le bâtiment
L'église actuelle se trouve au cœur du bourg historique de Saint-Pantaléon, place du Général Couloumy. Elle est construite en pierre rouge comme un grand nombre de bâtiments anciens de la région. Son état actuel est daté du XVe siècle, et succède probablement à un bâtiment « de forme romane dont on saisit la trace à l'entrée nord du sanctuaire (corniche) ». L'église est dotée d'un clocher-peigne à quatre ouvertures, qui contient deux cloches.
Le plan de l'église est celui d'une croix latine : trois travées de voûtes se succèdent jusqu'au sanctuaire dont le fond est plat. Deux larges chapelles latérales, voûtées elles aussi, font croix au niveau de la dernière travée. Elles sont dédiées à saint Joseph (droite) et à la Vierge Marie (gauche).
L'église est inscrite au titre des monuments historiques depuis 1963.

## Quelques curés et desservants de la paroisse de Saint-Pantaléon[1]

### Avant la Révolution française
- 1285 : Eble, dit "chapelain" (douteux).
- Milieu du XIVe siècle : Pierre Lasteyrie, remplacé par Jean de Ayrea.
- 1587 : Aymar de Tralagleyge.
- 1601 : Vincent Dumas.
- 1625 : Jacques Lafon.
- 1644 : Martin Durand.
- Avant 1730 : Hugues de Lescot.
- 1733-1800 (?) : Pierre, Jean et Antoine Lapeyrie.

### AuXIXesiècle
- 1800 : Vielbans de Grammont.
- 1803 : Pierre Forsse.
- 1831 : N. Treille.
- 1835 : François Bernardie.
- 1871 : Joseph Mazeau.
- 1882 : Joseph Boutot.
- 1887 : Henri Chauvet.

### AuXXesiècle
- 1903 : Emile Hugonie.